# Baia Mare
Baia Mare là một thành phố România. Thành phố thuộc hạt Maramureș. Đây là thành phố lớn thứ 17 quốc gia này. Thành phố Baia Mare có dân số 137.976 người (theo điều tra dân số năm 2002), diện tích km2. Thành phố có độ cao mét trên mực nước biển.